# Ursenbach BE
| BE ist das Kürzel für den Kanton Bern in der Schweiz. Es wird verwendet, um Verwechslungen mit anderen Einträgen des Namens Ursenbach zu vermeiden. |

Ursenbach ist eine politische Gemeinde im Verwaltungskreis Oberaargau des Kantons Bern in der Schweiz.
Neben der Einwohnergemeinde existieren unter dem Namen Ursenbach auch eine evangelisch-reformierte Kirchgemeinde und eine Burgergemeinde.

## Geographie
Ursenbach liegt im Oberaargau im Schweizer Mittelland, wo Öschenbach, Moosbach und Walterswilbach zum Ursenbach zusammenfliessen. Der relativ kurze Ursenbach fliesst an der nordöstlichen Gemeindegrenze in die Langete. Die Nachbargemeinden sind Madiswil, Rohrbachgraben, Walterswil, Oeschenbach und Ochlenberg. Ursenbach besteht aus einem Ortskern und vielen Einzelhäusern und den Weilern Hirseren, Richisberg, Lünisberg und Hofen.

## Bilder

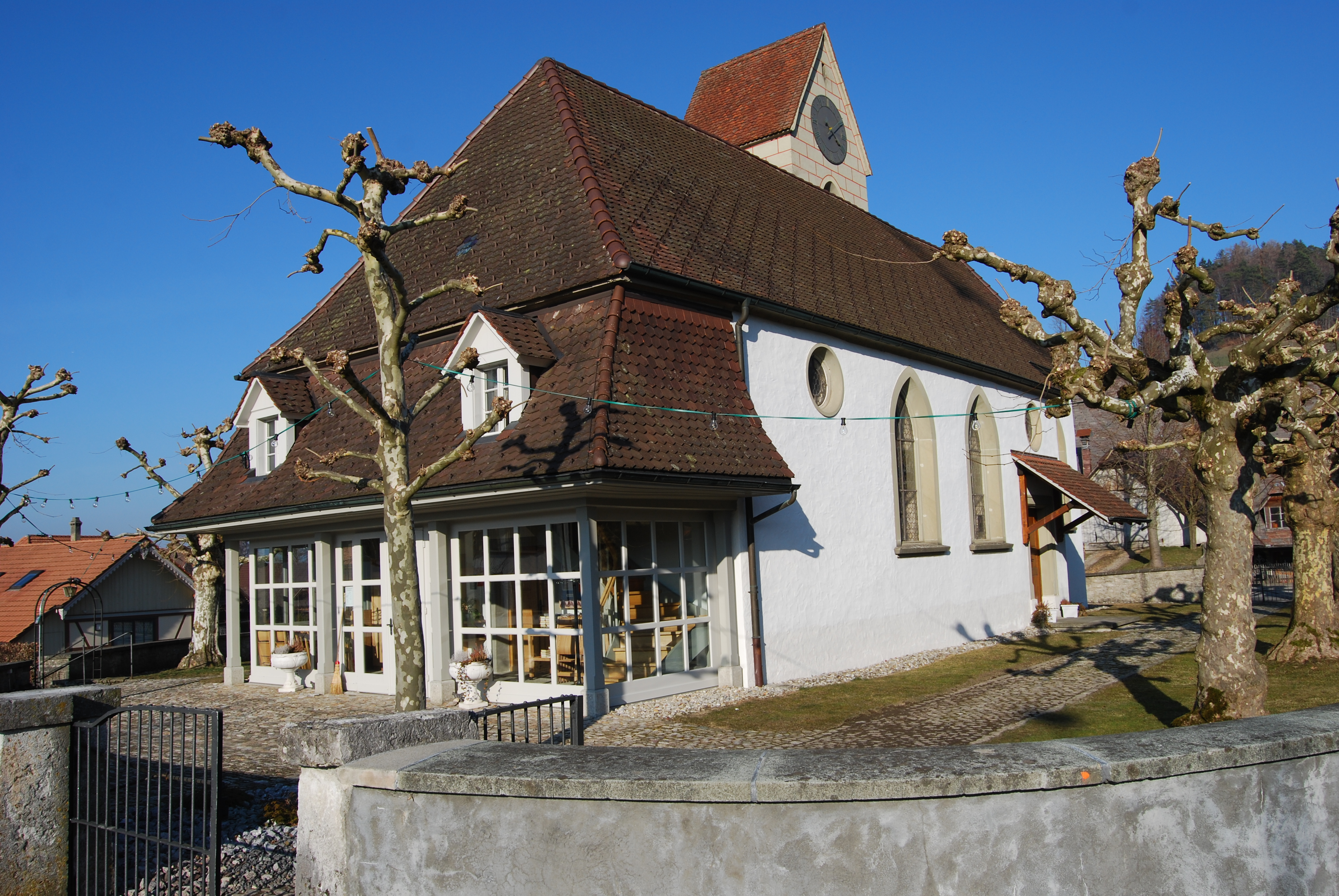
Reformierte Kirche
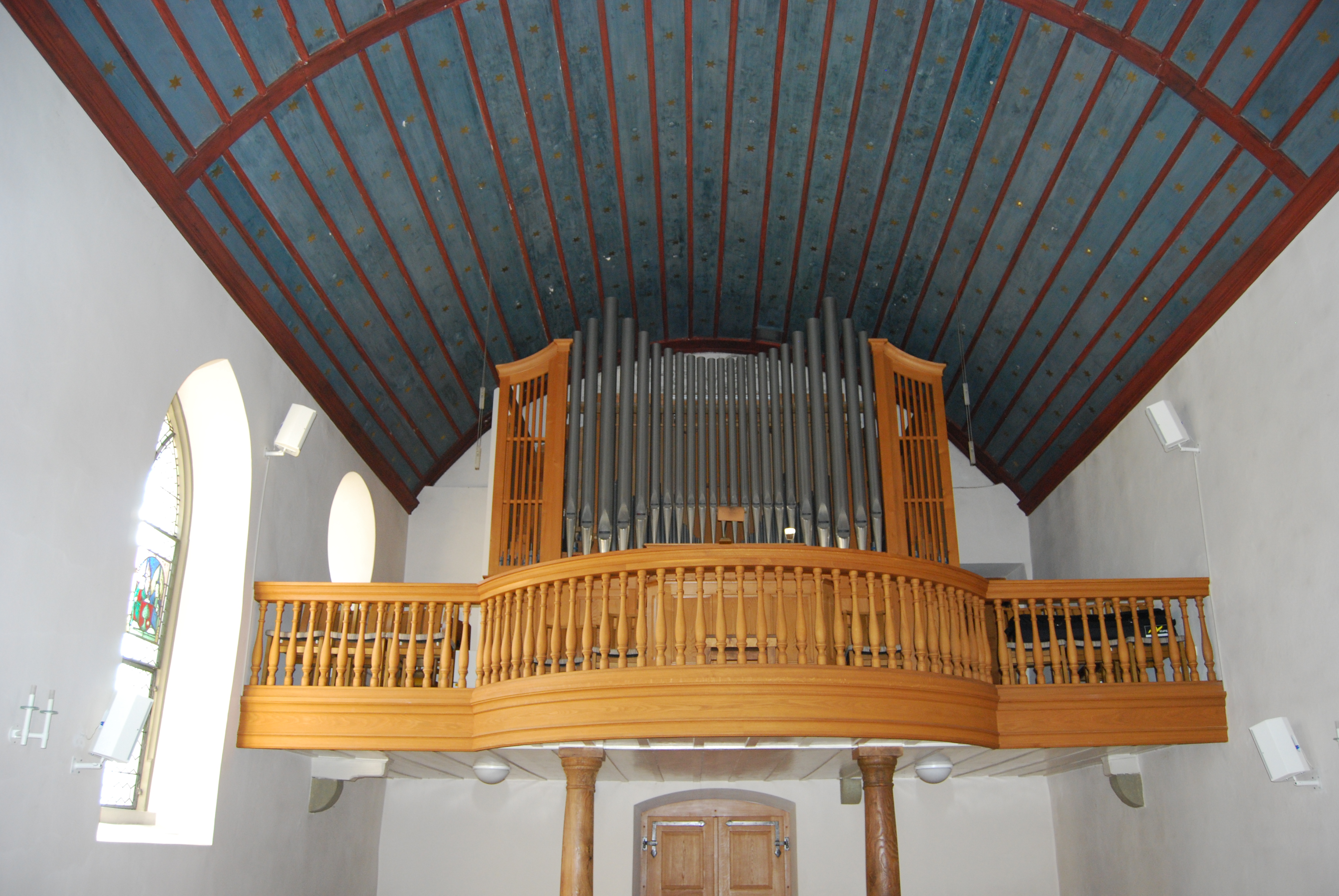
Innenansicht der Kirche, Orgel
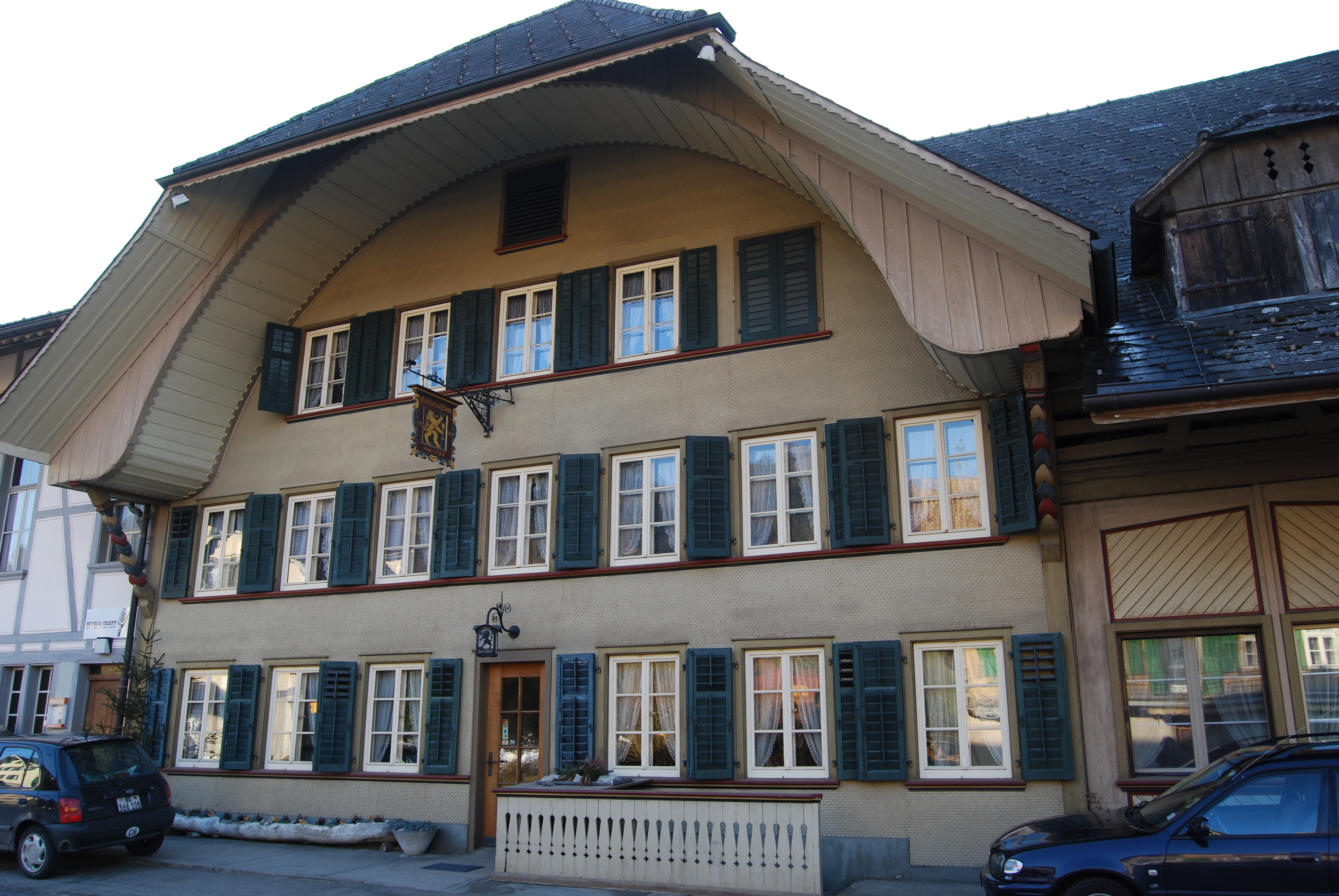
Gasthaus «Löwen»
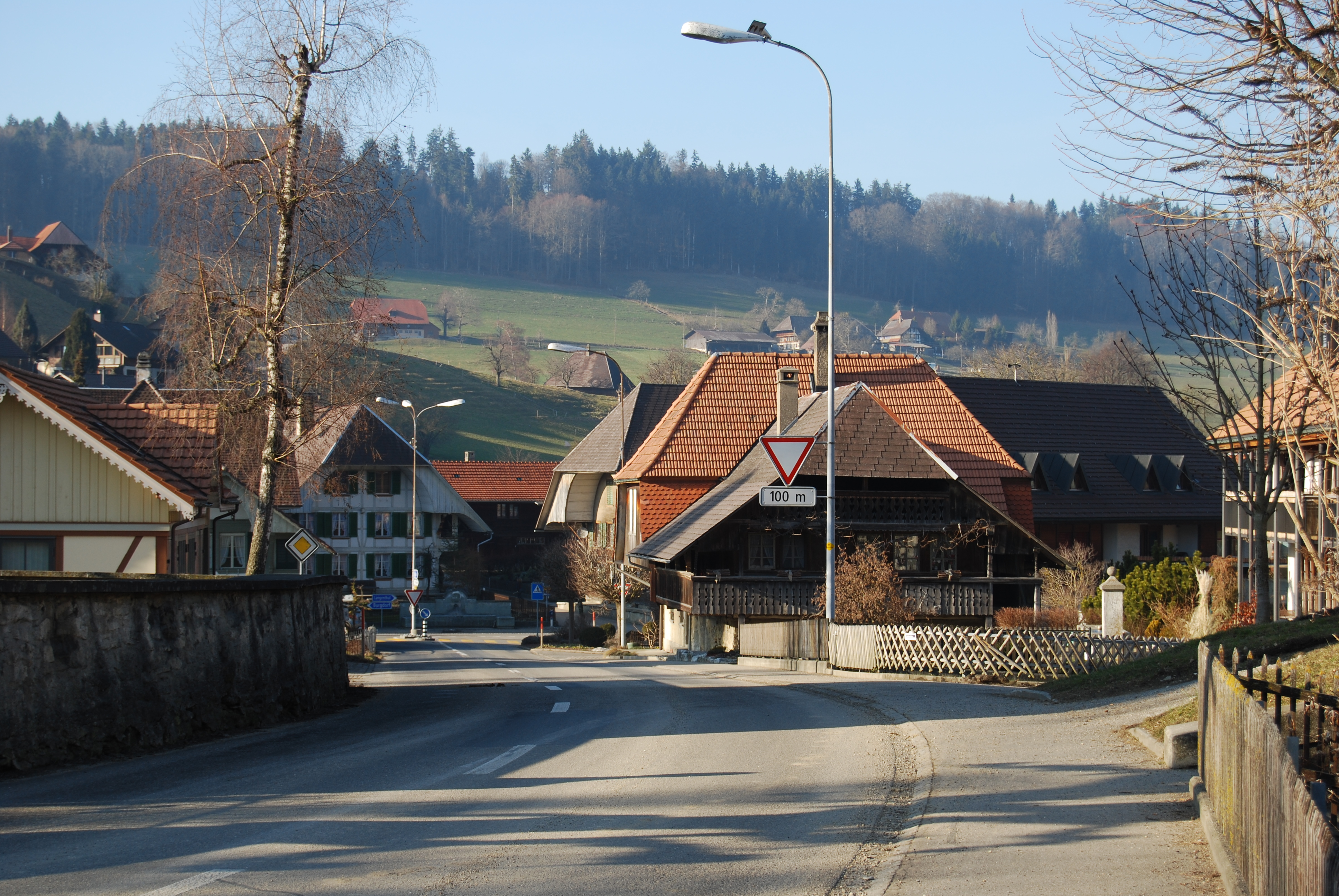
Dorfstrasse